# Красничин (гміна)
Гміна Красничин (пол. Gmina Kraśniczyn) — сільська гміна у східній Польщі. Належить до Красноставського повіту Люблінського воєводства.
Станом на 31 грудня 2011 у гміні проживало 4043 особи.

## Площа
Згідно з даними за 2007 рік площа гміни становила 110.02 км², у тому числі:
- орні землі: 73.00 %
- ліси: 20.00 %

Таким чином, площа гміни становить 9.67 % площі повіту.

## Населення
Станом на 31 грудня 2011:
| Опис     | Загалом | Загалом | Чоловіки | Чоловіки | Жінки | Жінки |
| -------- | ------- | ------- | -------- | -------- | ----- | ----- |
| одиниця  | осіб    | %       | осіб     | %        | осіб  | %     |
| все      | 4043    | 100     | 2022     | 50.01    | 2021  | 49.99 |
| міське   | 0       | 100     | 0        |          | 0     |       |
| сільське | 4043    | 100     | 2022     | 50.01    | 2021  | 49.99 |

## Сусідні гміни
Гміна Краснічин межує з такими гмінами: Грабовець, Ізбиця, Красностав, Лісневичі, Скербешів, Сенниця-Ружана, Войславичі.